# Paul Watson Jr.
Paul Watson Jr. (nascido em 30 de dezembro de 1994) é um americano jogador de basquete profissional do Toronto Raptors da National Basketball Association (NBA).
Ele jogou basquete universitário pelo Fresno State Bulldogs. Na G-League, ele jogou por Westchester Knicks e pelo Raptors 905.

## Carreira no ensino médio
Watson estudou na Paradise Valley High School em Phoenix, Arizona. Ele levou o time a um título estadual e foi eleito o Jogador Mais Valioso.

## Carreira universitária
Em seu primeiro ano na Fresno State, Watson foi escolhido como o Calouro do Ano da Mountain West Conference em 2014, após ter médias de 10 pontos e 4,7 rebotes.
Em seu terceiro ano, ele foi afastado das quadras devido a uma lesão no tornozelo nos últimos três jogos da temporada regular, o que limitou seus minutos. Nessa temporada, ele ajudou os Bulldogs a chegar ao Torneio da NCAA pela primeira vez desde 2001.
Em seu último ano, ele jogou 33 partidas e teve médias de 11,4 pontos, 5,2 rebotes e 1,4 assistências.

## Carreira profissional
Antes do Draft de 2017 da NBA, Watson fez alguns treinos com o Phoenix Suns. Depois de não ter sido selecionado no Draft, Watson se juntou ao Toronto Raptors para a Summer League de Las Vegas e teve média de 4 pontos por jogo em cinco jogos.

### BG Göttingen (2017)
Watson assinou com o BG Göttingen da Bundesliga em agosto de 2017. No entanto, ele foi dispensado pelo clube em outubro depois de participar de um jogo, marcar seis pontos e pegar dois rebotes.

### New York Knicks (2017–2019)
Watson foi selecionado com a quinta escolha do Draft da G-League de 2017 pelo Westchester Knicks. Ele teve médias de 6,2 pontos e 3,4 rebotes em sua primeira temporada com os Knicks.
Watson assinou um acordo com o New York Knicks em 5 de outubro de 2018, mas foi dispensado dois dias depois. Ele foi adicionado ao elenco do Westchester Knicks.

### Raptors 905 (2019–2020)
Para a temporada de 2019-20, o Raptors 905 adquiriu os direitos de Watson do Westchester. Ele teve médias de 18,4 pontos e 7,4 rebotes em 13 partidas.

### Atlanta Hawks (2020)
Em 6 de janeiro de 2020, o Atlanta Hawks anunciou que havia assinado com Watson em um contrato de 10 dias. Em 15 de janeiro de 2020, o Atlanta Hawks anunciou que havia dispensado Watson.

### Toronto Raptors (2020–Presente)
Watson assinou um acordo bilateral com o Toronto Raptors e o Raptors 905 em 15 de janeiro de 2020.
Em 14 de agosto de 2020, Watson jogou 27 minutos e registrou 22 pontos e seis rebotes para levar os Raptors a uma vitória por 117-109 em seu último jogo da temporada regular na Bolha da NBA contra o Denver Nuggets.
Em 19 de dezembro de 2020, Watson foi convertido de um contrato bidirecional para um contrato multianual.